# Кахновка
Кахно́вка (рос. Кахновка, башк. Кахновка) — село у складі Чишминського району Башкортостану, Росія. Входить до складу Дмитрієвської сільської ради.
Населення — 43 особи (2010; 60 в 2002).
Національний склад:
- татари — 46 %
- росіяни — 26 %